# Lední hokej na Zimních olympijských hrách 2006 – kvalifikace muži
Kvalifikace na olympijský turnaj 2006 byla soutěž hokejových reprezentačních celků, která určila poslední tři účastníky olympijského turnaje.

## Kvalifikační systém
Přímo na olympijské hry se kvalifikovalo 8 nejlepších celků z Mistrovství světa 2004 v Česku a Itálie jako pořadatel. K nim se přidali tři postupující z olympijské kvalifikace.
Do předkvalifikace byly nasazeny týmy, které byly po Mistrovství světa 2004 ve světovém žebříčku IIHF na 18.–30. místě. V předkvalifikaci hrály i v žebříčku 31. Korea a 32. Bulharsko, které nahradily 19. Itálii a 25. Velkou Británii, která se účasti vzdala. Hrálo se ve třech čtyřčlenných skupinách systémem každý s každým. Vítězové skupin postoupili do olympijské kvalifikace.
V olympijské kvalifikaci hrály týmy, které byly po Mistrovství světa 2004 ve světovém žebříčku IIHF na 9.–17. místě a tři kvalifikanti z předkvalifikace. Hrálo se ve třech čtyřčlenných skupinách systémem každý s každým. Na olympijský turnaj postoupili vítězové skupin.

## Kvalifikované týmy na olympijský turnaj
- Česko
- Rusko
- Finsko
- Kanada
- Švédsko
- USA
- Slovensko
- Německo
- Itálie
- Kvalifikant 1 –  Švýcarsko
- Kvalifikant 2 –  Lotyšsko
- Kvalifikant 3 –  Kazachstán

## Výsledky a tabulky

### Předkvalifikace

#### Skupina A
|    |           | FRA  | ROM | EST  | BUL  | V | R | P | Skóre | B |
| 1. | Francie   | ***  | 8:0 | 7:0  | 15:0 | 3 | 0 | 0 | 30:0  | 6 |
| 2. | Rumunsko  | 0:8  | *** | 4:3  | 6:1  | 2 | 0 | 1 | 10:12 | 4 |
| 3. | Estonsko  | 0:7  | 3:4 | ***  | 11:1 | 1 | 0 | 2 | 14:12 | 2 |
| 4. | Bulharsko | 0:15 | 1:6 | 1:11 | ***  | 0 | 0 | 3 | 2:32  | 0 |

- Francie postoupila do olympijské kvalifikace.

 Estonsko –  Bulharsko 11:1 (3:0, 2:0, 6:1)
11. listopadu 2004 – Briancon
 Rumunsko –  Francie 0:8 (0:2, 0:2, 0:4)
11. listopadu 2004 – Briancon
 Estonsko –  Rumunsko 3:4 (2:0, 0:4, 1:0)
13. listopadu 2004 – Briancon
 Francie –  Bulharsko 15:0 (5:0, 4:0, 6:0)
13. listopadu 2004 – Briancon
 Bulharsko –  Rumunsko 1:6 (0:3, 0:2, 1:1)
14. listopadu 2004 – Briancon
 Francie –  Estonsko 7:0 (3:0, 2:0, 2:0)
14. listopadu 2004 – Briancon

#### Skupina B
|    |            | POL | NED  | LIT | CRO  | V | R | P | Skóre | B |
| 1. | Polsko     | *** | 5:0  | 6:1 | 7:0  | 3 | 0 | 0 | 18:1  | 6 |
| 2. | Nizozemsko | 0:5 | ***  | 3:1 | 10:3 | 2 | 0 | 1 | 13:9  | 4 |
| 3. | Litva      | 1:6 | 1:3  | *** | 6:4  | 1 | 0 | 2 | 8:13  | 2 |
| 4. | Chorvatsko | 0:7 | 3:10 | 4:6 | ***  | 0 | 0 | 3 | 4:23  | 0 |

- Polsko postoupilo do olympijské kvalifikace.

 Nizozemsko –  Chorvatsko 10:3 (3:0, 3:1, 4:2)
11. listopadu 2004 – Nowy Targ
 Litva –  Polsko 1:6 (0:2, 1:2, 0:2)
11. listopadu 2004 – Nowy Targ
 Nizozemsko –  Litva 3:1 (1:1, 2:0, 0:0)
13. listopadu 2004 – Nowy Targ
 Polsko –  Chorvatsko 7:0 (3:0, 3:0, 1:0)
13. listopadu 2004 – Nowy Targ
 Polsko –  Nizozemsko 5:0 (2:0, 2:0, 1:0)
14. listopadu 2004 – Nowy Targ
 Chorvatsko –  Litva 4:6 (1:1, 2:2, 1:3)
14. listopadu 2004 – Nowy Targ

#### Skupina C
|    |             | NOR  | HUN  | CHN  | SCG  | V | R | P | Skóre | B |
| 1. | Norsko      | ***  | 3:3  | 16:2 | 21:0 | 2 | 1 | 0 | 40:5  | 5 |
| 2. | Maďarsko    | 3:3  | ***  | 4:3  | 13:0 | 2 | 1 | 0 | 20:6  | 5 |
| 3. | Čína        | 2:16 | 3:4  | ***  | 3:2  | 1 | 0 | 2 | 8:22  | 2 |
| 4. | Srbsko a ČH | 0:21 | 0:13 | 2:3  | ***  | 0 | 0 | 3 | 2:37  | 0 |

- Norsko postoupilo do olympijské kvalifikace.

 Maďarsko –  Srbsko a ČH 13:0 (2:0, 7:0, 4:0)
11. listopadu 2004 – Stavanger
 Čína –  Norsko 2:16 (2:1, 0:5, 0:10)
11. listopadu 2004 – Stavanger
 Maďarsko –  Čína 4:3 (2:1, 1:2, 1:0)
12. listopadu 2004 – Stavanger
 Norsko –  Srbsko a ČH 21:0 (4:0, 7:0, 10:0)
12. listopadu 2004 – Stavanger
 Srbsko a ČH –  Čína 2:3 (1:1, 1:1, 0:1)
14. listopadu 2004 – Stavanger
 Norsko –  Maďarsko 3:3 (1:0, 1:2, 1:1)
14. listopadu 2004 – Stavanger

### Kvalifikace

#### Skupina A
|    |           | SUI | NOR | DEN | JPN | V | R | P | Skóre | B |
| 1. | Švýcarsko | *** | 3:1 | 4:2 | 5:1 | 3 | 0 | 0 | 12:4  | 6 |
| 2. | Norsko    | 1:3 | *** | 4:0 | 4:3 | 2 | 0 | 1 | 9:6   | 4 |
| 3. | Dánsko    | 2:4 | 0:4 | *** | 5:2 | 1 | 0 | 2 | 7:10  | 2 |
| 4. | Japonsko  | 1:5 | 3:4 | 2:5 | *** | 0 | 0 | 3 | 6:14  | 0 |

- Švýcarsko se kvalifikovalo na olympijský turnaj.

 Dánsko –  Norsko 0:4 (0:3, 0:1, 0:0)
10. února 2005 – Kloten
 Japonsko –  Švýcarsko 1:5 (0:2, 0:2, 1:1)
10. února 2005 – Kloten
 Dánsko –  Japonsko 5:2 (2:1, 1:0, 2:1)
12. února 2005 – Kloten
 Švýcarsko –  Norsko 3:1 (1:1, 1:0, 1:0)
12. února 2005 – Kloten
 Norsko –  Japonsko 4:3 (0:2, 2:0, 2:1)
13. února 2005 – Kloten
 Švýcarsko –  Dánsko 4:2 (1:0, 2:2, 1:0)
13. února 2005 – Kloten

#### Skupina B
|    |           | LAT | BLR | SLO | POL | V | R | P | Skóre | B |
| 1. | Lotyšsko  | *** | 5:4 | 2:1 | 3:1 | 3 | 0 | 0 | 10:6  | 6 |
| 2. | Bělorusko | 4:5 | *** | 7:2 | 3:2 | 2 | 0 | 1 | 14:9  | 4 |
| 3. | Slovinsko | 1:2 | 2:7 | *** | 4:3 | 1 | 0 | 2 | 7:12  | 2 |
| 4. | Polsko    | 1:3 | 2:3 | 3:4 | *** | 0 | 0 | 3 | 6:10  | 0 |

- Lotyšsko se kvalifikovalo na olympijský turnaj.

 Bělorusko –  Polsko 3:2 (2:0, 0:1, 1:1)
10. února 2005 – Riga
 Slovinsko –  Lotyšsko 1:2 (1:0, 0:2, 0:0)
10. února 2005 – Riga
 Bělorusko –  Slovinsko 7:2 (0:1, 4:1, 3:0)
11. února 2005 – Riga
 Lotyšsko –  Polsko 3:1 (0:0, 1:1, 2:0)
11. února 2005 – Riga
 Polsko –  Slovinsko 3:4 (0:1, 1:1, 2:2)
13. února 2005 – Riga
 Lotyšsko –  Bělorusko 5:4 (1:2, 1:1, 3:1)
13. února 2005 – Riga

#### Skupina C
|    |            | KAZ | AUT | FRA | UKR | V | R | P | Skóre | B |
| 1. | Kazachstán | *** | 0:4 | 1:0 | 2:1 | 2 | 0 | 1 | 3:5   | 4 |
| 2. | Rakousko   | 4:0 | *** | 1:1 | 3:4 | 1 | 1 | 1 | 8:5   | 3 |
| 3. | Francie    | 0:1 | 1:1 | *** | 4:3 | 1 | 1 | 1 | 5:5   | 3 |
| 4. | Ukrajina   | 1:2 | 4:3 | 3:4 | *** | 1 | 0 | 2 | 8:9   | 2 |

- Kazachstán se kvalifikoval na olympijský turnaj.

 Ukrajina –  Francie 3:4 (0:1, 2:0, 1:3)
10. února 2005 – Klagenfurt
 Kazachstán –  Rakousko 0:4 (0:0, 0:1, 0:3)
10. února 2005 – Klagenfurt
 Ukrajina –  Kazachstán 1:2 (1:1, 0:1, 0:0)
11. února 2005 – Klagenfurt
 Rakousko –  Francie 1:1 (0:1, 0:0, 1:0)
11. února 2005 – Klagenfurt
 Rakousko –  Ukrajina 3:4 (1:2, 1:1, 1:1)
13. února 2005 – Klagenfurt
 Francie –  Kazachstán 0:1 (0:1, 0:0, 0:0)
13. února 2005 – Klagenfurt